# ホーブ
株式会社ホーブは、北海道上川郡東神楽町に本社を置くイチゴの苗開発や販売などを手がけるバイオ企業。

## 沿革
- 1987年 - 株式会社ホーブを設立。
- 2005年 - ジャスダックに上場。

## 事業所
- 物流センター（北海道川上郡東神楽町、東京都江東区新木場）
- 東京本部（東京都江戸川区）
- 中富良野農場（北海道川上郡中富良野町）
- 関西事業所（兵庫県神戸市東灘区）